# CS Otopeni
Der Clubul Sportiv Otopeni ist ein rumänischer Sportverein aus Otopeni. Die Fußballabteilung des Vereins spielt seit 2009 in der Liga II, der zweithöchsten rumänischen Fußballliga.

## Geschichte
CS Otopeni wurde im Jahr 2001 als reiner Fußballverein mit einer Herren- und zwei Juniorenmannschaften gegründet. Er startete zunächst in der Divizia D des Kreises Ilfov und wurde dort in der Saison 2001/02 Tabellendritter. Trotz des verpassten sportlichen Aufstiegs gelang es Gheorghe Constantin Silviu, dem Bürgermeister von Otopeni, das Startrecht für die Divizia C zu erwerben, so dass CS Otopeni unter dem Trainer Adrian Dumitru ab 2002 in der dritthöchsten Spielklasse antrat. Nach dem 10. Spieltag der Saison 2002/03 lag der Klub auf dem vorletzten Tabellenplatz und Trainer Dumitru wurde durch Marian Pană ersetzt, mit dem der Klassenerhalt und in der Folgesaison der Durchmarsch in die Divizia B geschafft werden konnte. Außerdem machte der Verein in der Cupa României 2003/04 überregional zum ersten Mal auf sich aufmerksam, als er erst im Achtelfinale gegen den späteren Sieger Dinamo Bukarest ausschied.
In der zweithöchsten rumänischen Spielklasse konnte sich CS Otopeni von Anfang an in der Spitzengruppe festsetzen und um den Aufstieg mitspielen. Nachdem dieser in den ersten Jahren knapp verpasst worden war, verließ Marian Pană Anfang 2007 den Verein und wurde am 28. März 2007 durch Costel Orac ersetzt. Im Sommer 2007 wurde Liviu Ciobotariu als Oracs Nachfolger verpflichtet, mit dem der Klub im Jahr 2008 schließlich als Zweitplatzierter der Staffel 1 hinter dem FC Brașov in die Liga 1 aufstieg. Da das heimische Stadion die Voraussetzungen für die erste rumänische Liga nicht erfüllte, trug der Verein seine Heimspiele im Astra-Stadion von Ploiești aus. Bereits nach vier Spieltagen der Erstligasaison 2008/09, in denen der Klub vier Niederlagen erlitten hatte, musste Ciobotarius Nachfolger Miodrag Ješić am 18. August 2008 sein Amt nach weniger als zwei Monaten wieder abgeben und wurde durch Gabriel Mărgărit ersetzt. Nach dem sechsten Spieltag stand CS Otopeni immer noch punktlos auf dem letzten Tabellenplatz, so dass am 8. September 2008 mit Marian Bucurescu ein neuer Trainer vorgestellt wurde, der Mărgărit als seinen Co-Trainer übernahm. Nach weiteren acht Spieltagen kündigte Bucurescu am 24. November 2008 und Aufstiegstrainer Ciobotariu kehrte noch am selben Tag als Cheftrainer zurück. Doch auch er konnte nicht verhindern, dass CS Otopeni am Ende der Saison schon nach einem Jahr wieder in die Liga II absteigen musste, wo der Klub seitdem spielt. Nach dem kurzfristigen Weggang von Trainer Ciobotariu zum Erstligisten Pandurii Târgu Jiu im Oktober 2009 wurde Florin Tene als Nachfolger verpflichtet, der parallel dazu auch die Aufgaben des Torwarttrainers bei der rumänischen U21-Nationalmannschaft wahrnahm. Auf Grund zahlreicher anstehender Länderspiele entschloss sich Tene im Juni 2010, auf das Traineramt bei CS Otopeni zu verzichten und sich vollständig der Nationalmannschaft zu widmen. Er wurde durch seinen bisherigen Co-Trainer Tudorel Dumitru ersetzt, der nach enttäuschenden Ergebnissen in der Saison 2011/12 am 10. Oktober 2011 sein Amt aufgab. Nachfolger wurde zunächst der bisherige Co-Trainer Silviu Cristescu, bis am 17. Oktober 2011 Romică Bunică, der bisherige Trainer des Drittligisten FC Voluntari, einen Zweijahresvertrag unterzeichnete.

## Sonstiges
Die 2004 gegründete Basketballabteilung ist rumänischer Erstligist.

## Bekannte ehemalige Spieler
- Liviu Ganea
- Victoraș Iacob
- Daré Nibombé
- Adrian Scarlatache
- Vitinha

## Ehemalige Trainer
- Adrian Dumitru (2002 bis November 2002)
- Marian Pană (November 2002 bis Anfang 2007)
- Costel Orac (28. März 2007 bis Sommer 2007)
- Liviu Ciobotariu (Sommer 2007 bis Juni 2008, 24. November 2008 bis Oktober 2009)
- Miodrag Ješić (Juni 2008 bis 18. August 2008)
- Gabriel Mărgărit (18. August 2008 bis 8. September 2008)
- Marian Bucurescu (8. September 2008 bi2 24. November 2008)
- Florin Tene (Oktober 2009 bis Juni 2010)
- Tudorel Dumitru (Juni 2010 bis 10. Oktober 2011)
- Silviu Cristescu (10. Oktober 2011 bis 17. Oktober 2011, April 2012 bis Juni 2012)
- Romică Bunică (17. Oktober 2011 bis April 2012)
- Viorel Ion (Juli 2012 bis Juni 2013)